# Schwartz Elemér
Schwartz Elemér Lajos (írói álneve: Komjáthi-Schwartz Elemér) (Vasvörösvár, 1890. augusztus 25. – Würzburg, 1962. január 21.) nyelvész, egyetemi tanár, germanista, néprajztudós, cisztercita szerzetes.

## Életpályája
1899-ben Nagyfalvára költözött. A gimnáziumot Szentgotthárdon és Egerben végezte el. 1907. augusztus 14-én belépett a rendbe. Tanulmányait mint a ciszterci rend tagja, német-latin szakon a budapesti egyetemen végezte el 1910–1914 között. 1914-ben már bölcsészdoktor volt. 1914. július 5-én ünnepi fogadalmat tett. 1914. július 14-én pappá szentelték. 1915-ben tanulmányúton volt Bécsben; tanári diplomát kapott. Ezután káplán volt Szentgotthárdon és Előszálláson. Az első világháborúban tábori lelkész volt. 1916-ban Székesfehérváron tanított. 1916–1935 között gimnáziumi tanár volt. Közben a müncheni egyetemen (1919) folytatta tanulmányait. 1921-ben Bitter Illés Bélával megalapította a Foederatio Emericana-t, a katolikus egyetemi és főiskolai hallgatók egyesületét. 1922-ben, Budapesten német nyelvjárástanból egyetemi magántanári képesítést szerzett. 1934–1936 között a német és összehasonlító nyelvészet római katolikus tanára volt. 1936-ban megalapította a Magyar Betlehemes Mozgalmat. 1936–1948 között a budapesti tudományegyetem német nyelvészeti és néprajzi tanszékének tanára volt. 1938-ban megalapította a Német Nyelvtudományi és Néprajzi Intézetet. 1946-ban alapította meg a Fra Angelico Társaságot néprajzosok, írók, zenészek és művészek számára. 1948-ban nyugdíjba vonult. 1949-ben kivándorolt Belgiumba, ahol 1950–1962 között a Leuveni Katolikus Egyetemen a német nyelv és néprajz tanára volt. 1951-ben Rómában Zágon Józseffel megalapította az Academia Catholica Hungarica-t.
Kutatási területei a nyelvjárástan, a névtudomány és a szellemi néprajz volt. Szerkesztette a Német nyelvészeti és néprajzi dolgozatok és a Német néprajztanalmányak című sorozatokat.

## Művei
- A rábalapincs-közi nyelvjárás hangtana (Budapest, 1914)
- Kísérlet a felnémet nyelvjárású népdalok és mondák egyöntetű lejegyzésére (Budapest, 1917)
- Bevezetés a hazai német nyelvjáráskutatásba (Budapest, 1923)
- A nyugatmagyarországi zsidó családnevek (Sopron, 1926)
- A pozsonyi jiddis hangtana (Budapest, 1930)
- Heinrich Imre (Budapest, 1930)
- A hazai német néprajzi atlasz adattára (Budapest, 1931)
- A nyugatmagyarországi német helységnevek (Budapest, 1932; németül is)
- Haydn az újabb kutatások tükrében (Budapest, 1932)
- Szent Kristóf és az első budapesti gépjárműszentelés (Budapest, 1932)
- Dűlőnév és telepítéstört (Budapest, 1933)
- Harc a Ny-mo-i német helynevek körül (Budapest, 1933)
- Szentgotthárd és vidéke a ciszterciek letelepedése előtt (Budapest, 1933)
- A néprajz új útjai - a katolikus néprajz (Budapest, 1934)
- Pyrker anyanyelve (Budapest, 1935)
- Karácsony és betlehem (Budapest, 1936)
- A német köznyelvi ejtés iskoláinkban (Budapest, 1938)
- Új német helyesejtés a magyar tanárság kritikájának tükrében (Budapest, 1938)
- A német köznyelv és helyes kiejtése (Budapest, 1940)
- Anleitung zur Aussprache d. Schriftdeutschen in d. ung. Mittelschulen (1940)
- Karácsony a művészetben (Jajczay Jánossal, Budapest, 1942)
- Deutscher Vokalismus u. Konsonantismus (egyetemi jegyzet; Budapest, 1942-1943)
- Háromkirályok (Budapest, 1942)
- Hegyi Szent Bernát, a túristák pártfogója (Eger, 1942)
- A német helyes beszédejtés kezdetei Magyarországon (Budapest, 1942)
- Bél Mátyás német helyesolvasási szabályai (Budapest, 1943)
- Szent Hubertus legendája (Eger, 1943)
- A szentek népi tisztelete. Útbaigazítás hagiográfusok számára (Budapest, 1947; németül is)
- Jézuska jászolbahelyezése karácsony szent éjjelén (Budapest, 1948)
- Maria, die Mutter des Christkindes (Köln, 1954)
- Auf! Lasst uns nach Bethlehem eilen! (Köln, 1959)
- Europa singt: "Stille Nacht, Heilige Nacht!" (Innsbruck, 1963)